# Petr Zapletal
Petr Zapletal (Olomouc, 21 dicembre 1977) è un pallavolista ceco.
Gioca nel ruolo di palleggiatore nel VK Ceské Budejovice.

## Carriera
La carriera di Petr Zapletal inizia nel campionato ceco, dove per le stagioni 1996-97 e 1997-98 è tesserato per il Volejbal Brno, mentre nella stagione successiva si trasferisce al VSK Púchov, nel campionato slovacco, dove rimane per un anno, prima di essere ceduto al Club Sport Madeira, società militante nel massimo campionato portoghese.
Nella stagione 2000-01 si trasferisce al Verein für Bewegungsspiele Friedrichshafen, società tedesca con cui conquista la vittoria del campionato e della Coppa di Germania. Nello stesso periodo riceve le prime convocazioni nella nazionale della Repubblica Ceca, con la quale disputa il campionato europeo del 2001, raggiungendo il quarto posto.
Nel 2002-03 gioca nel campionato svizzero con il Chênois Genève Volleyball, prima di trasferirsi nella A1 League greca per due stagioni, la prima con l'AC Orestiada e la seconda con il Panathinaikos Athlitikos Omilos. Durante la stagione 2004-05 viene ceduto in prestito al Taranto Volley, società militante nel massimo campionato italiano. Con la sua nazionale conquista la medaglia d'oro alla European League 2004.
Nella stagione 2005-06 viene ingaggiato dai polacchi del ZAKSA, con cui disputa due stagioni. Successivamente si trasferisce in Francia, dove disputa due campionati di prima divisione, per poi essere ceduto ai turchi dell'İstanbul BB, dove rimane per una stagione, conquistando un secondo posto in campionato.
Nella stagione 2010-11 torna in Repubblica Ceca, al VSC Fatra Zlín, dove raggiunge il terzo posto in campionato. Dalla stagione 2011-12 viene tesserato dal Volejbalový klub České Budějovice, con cui nella prima stagione vince il campionato, esordendo anche in Champions League.

## Palmarès

### Club
- Campionato tedesco: 1

2000-01
- Coppa di Germania: 1

2000-01
- Campionato ceco: 1

2010-11

### Nazionale (competizioni minori)
- European League 2004